# Giovanni Gallina (Diplomat)

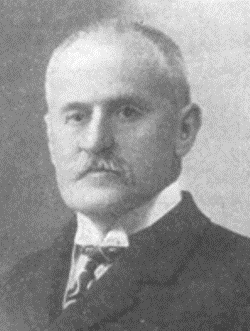
Giovanni Gallina

Conte Giovanni Gallina (* 30. Juni 1852 in Turin; † 17. August 1936 ebenda) war ein Diplomat und Politiker im Königreich Italien, der unter anderem von 1902 bis 1904 Gesandter im Kaiserreich China, zwischen 1907 und 1908 Gesandter im Kaiserreich Japan sowie von 1908 bis 1910 Gesandter in Frankreich war. Er war ferner von 1913 bis zu seinem Tode 1936 Mitglied des Senats (Senato del Regno).

## Leben

### Studium, Eintritt und Verwendungen im diplomatischen Dienst
Giovanni Gallina war eines von drei Kindern und der einzige Sohn des Richters Stefano Gallina (1802–1867), der zwischen 1848 und 1867 ebenfalls Senator war, und der aus eine Adelsfamilie stammenden Giuseppa Vicino. Er absolvierte ein Studium der Rechtswissenschaften an der Universität Turin, welches er mit einem Laurea in giurisprudenza beendete.
Er trat am 14. Dezember 1880 als Attaché in den diplomatischen Dienst des Außenministeriums (Ministero degli affari esteri) und wurde daraufhin an die Gesandtschaft im Russischen Kaiserreich versetzt. Am 26. Januar 1883 wechselte er an die Gesandtschaft im Osmanischen Reich sowie am 5. Februar 1884 an die Gesandtschaft in Österreich-Ungarn. Am 2. Juli 1884 kehrte er an die Gesandtschaft im Osmanischen Reich zurück und wurde dort am 11. Dezember 1884 zum Legationssekretär Zweiter Klasse befördert. Für seine Verdienste wurde er dort am 17. Juni 1886 Ritter des Ordens der Krone von Italien sowie am 7. Januar 1892 auch zum Legationssekretär Erster Klasse befördert. Am 1. August 1892 wurde er an die Gesandtschaft im Kaiserreich China versetzt sowie am 22. Januar 1893 Ritter des Ordens der Heiligen Mauritius und Lazarus sowie am 28. Januar 1894 auch Offizier des Ordens der Krone von Italien. In der Folgezeit wechselte er am 31. Mai 1894 an die Gesandtschaft in der Französischen Republik sowie am 10. April 1895 an die Gesandtschaft im Vereinigten Königreich. Danach war er zwischen dem 16. April 1896 und dem 19. Dezember 1901 erneut an der Gesandtschaft im Osmanischen Reich tätig, wo er am 24. Januar 1897 Offizier des Ordens der Heiligen Mauritius und Lazarus sowie am 17. März 1901 auch zum Legationsrat (Consigliere di legazione) befördert wurde.

### Gesandter in China, Japan und Frankreich
Am 19. Dezember 1901 wechselte Gallina wieder an die Gesandtschaft im Kaiserreich China und war auch Geschäftsträger, ehe er nach seiner Beförderung zum Gesandten Zweiter Klasse (Inviato straordinario di II classe) am 16. November 1902 zum außerordentlichen Gesandten und bevollmächtigter Minister im Kaiserreich China wurde. Er verblieb auf diesem Posten 30. Juni 1904 und wurde dann zur besonderen Verfügung des Außenministeriums gestellt, ehe Carlo Baroli am 5. Dezember 1904 neuer Gesandter in Peking wurde. Während seiner dortigen Tätigkeit wurde er am 31. Dezember 1903 Kommandeur des Ordens der Krone von Italien.
Giovanni Gallina übernahm am 20. Januar 1907 von Giulio Cesare Vinci Gigliucci den Posten als Botschafter im Kaiserreich Japan und hatte diesen bis zu seiner Ablösung durch Alessandro Guiccioli am 5. Juli 1908 inne. Er wurde am 9. Juni 1907 auch Kommandeur des Ordens der Heiligen Mauritius und Lazarus und bekam am 28. November 1907 auch das Großkreuz des Ordens der Krone von Italien verliehen. Nach dem Tode von Giuseppe Tornielli Brusati di Vergano am 9. April 1908 übernahm er wiederum am 14. Mai 1908 das Amt als Botschafter in der Französischen Republik und hatte dieses bis zum 11. Januar 1910 inne, woraufhin Antonino Paternò Castello di San Giuliano am 27. Januar 1910 seine dortige Nachfolge antrat.

### Generalkommissar für Auswanderung sowie Senator
Nach seiner Rückkehr befand sich Gallina wieder zur besonderen Verfügung des Außenministeriums und wurde am 12. Februar 1911 als Inviato straordinario di I classe zum Gesandten Erster Klasse befördert und übernahm am 31. März 1912 den Posten als Generalkommissar für Auswanderung (Commissario generale dell’emigrazione) und hatte diesen bis zu seinem Eintritt in den Ruhestand am 1. März 1918 inne. Während seiner sechsjährigen Amtszeit kam es zu einer umfassenden Reform des Kommissariats, in deren Folge die Büros des Kommissariats neu organisiert wurden. Es folgte die Einrichtung von Regionalbüros in den Bahnhöfen von Turin, Mailand, Udine, Bologna und Neapel sowie von Provinzbüros. Besondere Aufmerksamkeit wurde auch denjenigen gewidmet, die von den Einschiffungshäfen zurückgewiesen wurden, wobei zu deren Schutz eine Vereinbarung mit den Beförderern getroffen wurde. Für seine Verdienste wurde er am 12. November 1912 Großoffizier des Ordens der Heiligen Mauritius und Lazarus.
Am 16. Oktober 1913 wurde er zum Mitglied des Senats (Senato del Regno) ernannt und gehörte diesem vom 5. Dezember 1913 bis zu seinem Tode am 17. August 1936 an. Während seiner Senatszugehörigkeit war er zwischen dem 9. Dezember und dem 18. Juli 1920 mit einer kurzen Unterbrechung Mitglied der Kommission zur Prüfung von Gesetzentwürfen zu internationalen Verträgen(Commissione per l’esame dei disegni di legge sui trattati internazionali) und erhielt am 17. Juli 1917 auch das Großkreuz des Ordens der Heiligen Mauritius und Lazarus. Am 1. März 1918 schied er aus dem diplomatischen Dienst und trat unter gleichzeitiger Verleihung des Ehrentitels eines Botschafters (Ambasciatore) in den Ruhestand. Am 13. Dezember 1918 wurde er ferner Mitglied der Parlamentarischen Kommission zur Prüfung des Zolltarifs (Commissione parlamentare per l'esame della tariffa dei dazi doganali). Er war mit Antonia Radicati di Passerano verheiratet.